# Кобилецький Гук
Кобиле́цький Гук — каскад водоспадів в Українських Карпатах, при південних відрогах масиву Свидовець. Розташований у межах Рахівського району Закарпатської області, неподалік від південної околиці смт Кобилецька Поляна (урочище «Юрочково»). 
Загальна висота водоспаду — до 22 м. Висота найвищого каскаду — 8 м. Утворився на потоці Юрочково (права притока річки Шопурка), в місці, де потік перетинає скельний уступ блокового типу. 
Водоспад особливо мальовничий після опадів або в час танення снігу. В посушливу пору потік майже пересихає. 
Водоспад легкодоступний та маловідомий.

## Світлини та відео

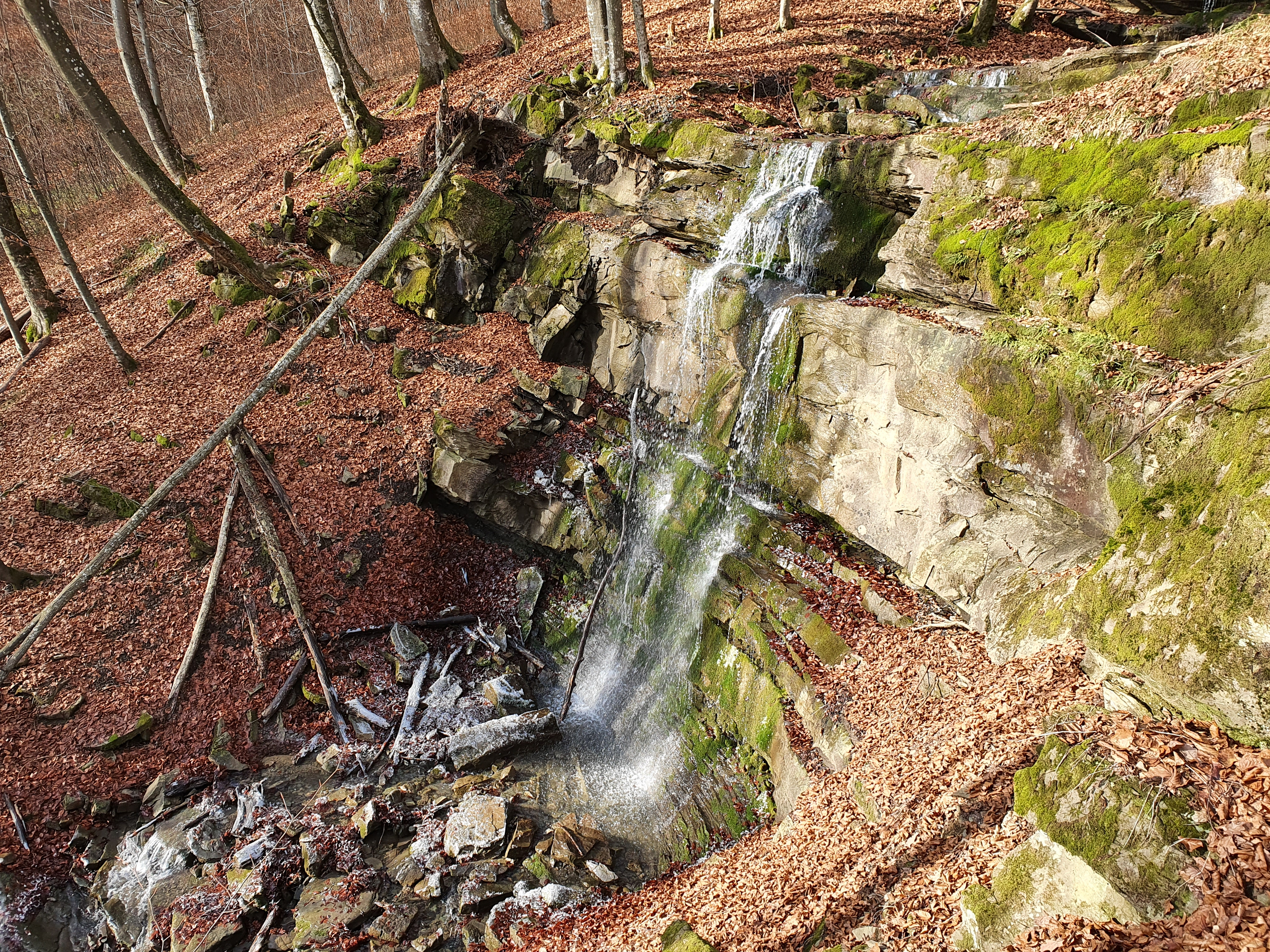
Водоспад збоку
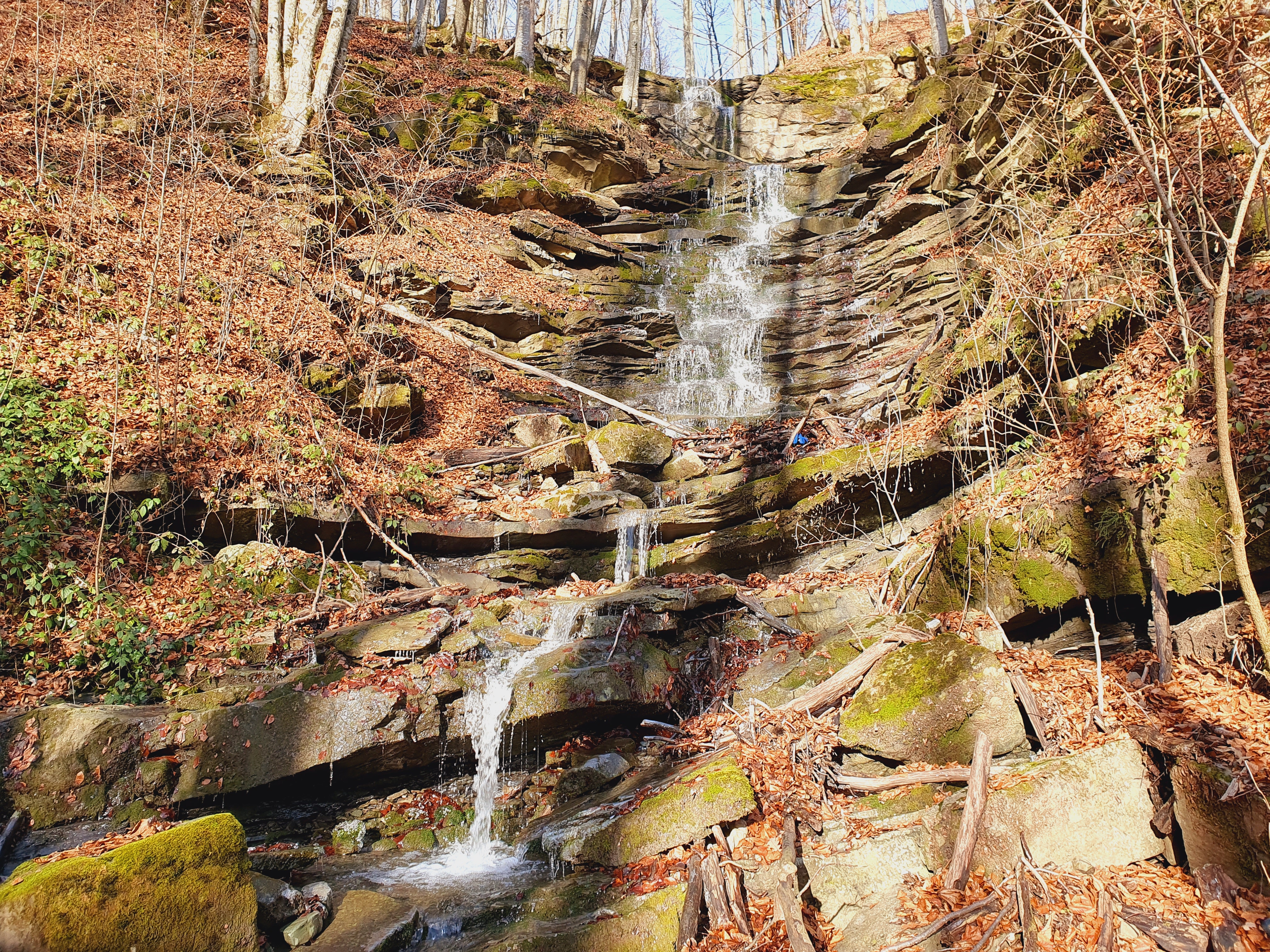
Водоспад зблизька
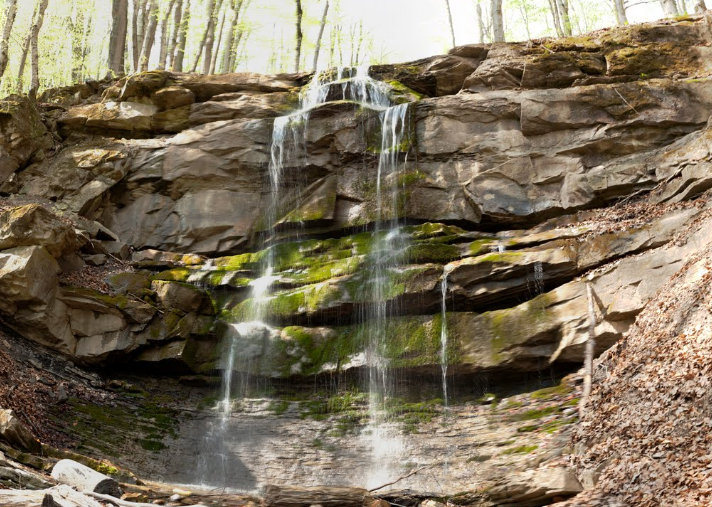
Найвищий каскад
- Відео найвищого каскаду
- Відео водоспаду